# Freya (Final Fantasy)
Esta es la frase dicha por Freija en el inicio del juego: "No existe nada peor que el olvido..."

## Historia
Freya es un personaje del videojuego Final fantasy IX.
Freya Crescent (Freija en la versión española) es una dragotina o guerrera dragón muy misteriosa que vivía en Burmecia, el último de los tres reinos del Continente de la niebla, junto a Alexandria y a Lindblum. Freija se fue de Burmecia tras escuchar que su novio, Sir Flatley, que había abandonado Burmecia para demostrar su valentía con la lanza años atrás, había muerto, pues deseaba comprobar si era verdad. Se encontró a Yitán en un bar de Lindblum durante el "Festival de los cazadores" y se unió al grupo al enterarse de que su pueblo natal corría peligro de invasión.
Freya se reencuentra con Flatley durante el ataque de Alexandría a Cleyra, pero su alegría se desvanece al descubrir que su amor sufre amnesia, y ha olvidado por completo su pasado en Brumecia e incluso a ella. Aun así Freya queda aliviada al comprobar que Flatley está vivo, si bien no la recuerda. A partir de este punto, Freya toma un rol secundario en la historia.
Al final del juego, ambos se reúnen durante la reconstrucción de Brumecia. Sir Flatley, que ha venido a ayudar en la reconstrucción, sigue sin recordar su pasado, pero ha vuelto a enamorase de Freya, sin saber que él mismo la había abandonado durante varios años. Freya se muestra silenciosa durante la escena, dando a entender que tiene dudas acerca de esta relación renacida.
Freya pertenece a una orden llamada dragoons, una clase de personaje en Final Fantasy V, utilizando sus habilidades con la lanza y el poder del comando "saltar".
Sin embargo, ni la vestimenta ni la raza de freya, se perecen al dragoon del Final fantasy V

## Habilidades
Dragón engloba aquellas habilidades que sólo Freiya es capaz de usar, como el Aliento de Reis o el Alma de Dragón. El Salto permite a Freija dar un brinco de varios metros para arrojar su lanza al cabo de un turno contra el enemigo deseado.
- Alma de Dragón 10PM: Disminuye los puntos de vida y los puntos mágicos de un enemigo.
- Aliento de Reis 12PM: Aplica revitalia a todo el grupo.
- Vaho letal 78PM: Daño físico a todos los enemigos, calculado como Vit Max-Vit Actual.
- Drenaje blanco 36PM: Aumenta el PM a todo el grupo.
- Demencia total 12PM: Pone en estado locura a todos los enemigos y aliados.
- Seis dragones 28PM: Ataque aleatorio. Puede recuperar puntos mágicos y puntos de vida a todo el grupo o reducirlos.
- Cerezo en flor 46PM: Ataque mágico a todos los enemigos.
- Ira del dragón 16PM: Ataque físico a un enemigo que aumenta con el número de dragones eliminados. No es necesario que los mate Freija.

## Armas
En el cuadro que encuentras a continuación puedes leer el poder de ataque de cada arma, el estatus oculto con el que puede impregnar al enemigo y las habilidades que puede aprender Freija con el arma equipada.
| Arma           | Ataque | Estado oculto | Habilidades                    |
| Jabalina       | 18     | ---           | Matadragones                   |
| Lanza mitrilo  | 20     | ---           | Viento de reis                 |
| Partisano      | 25     | Rayo          | Alma Dragón, Influjo Lunar     |
| Lanza de hielo | 31     | Hielo         | Drenaje Blanco                 |
| Tridente       | 37     | Oscuridad     | Alma de dragón                 |
| Lanza pesada   | 42     | Paro          | Seis dragones                  |
| Obelisco       | 52     | ---           | Cerezo en flor                 |
| Lanza sagrada  | 62     | Sacro         | Ira Dragón, Aliento de Reis    |
| Lanza de Caín  | 71     | Confusión     | Cerezo en flor, Drenaje Blanco |
| Pelo de dragón | 77     | ---           | Vaho letal                     |
| -------------- | ------ | ------------- | ------------------------------ |

## Trance
- Salto : Utiliza la habilidad Salto, pero en este caso el ataque engloba a todos los enemigos en pantalla a pesar de tener una menor potencia. Freija estará en el aire hasta que se le termine el Trance o se acabe la batalla, pero si entra en trance cuando el comando "salto" ya fue dado, este se vuelve 2 o 3 veces más fuerte, y luego de ejecutarlo vuelve al suelo.